# 皮維 (肯塔基州)
皮維（英語：Pee Vee）是位於美國肯塔基州哈倫縣的一個鬼鎮。

## 地理
皮維所處的海拔為高於海平面464米（即1522英呎），而該地所採用的時區為UTC-5，即北美東部時區（EST）。同時該地設有夏令時間，為UTC-5調快一小時，即UTC-4（EDT）。